# Lista de capítulos de Oshi no Ko

Oshi no Ko é uma série de mangá escrita por Aka Akasaka e ilustrada por Mengo Yokoyari. É serializado na revista de mangá seinen da Shueisha, Weekly Young Jump, desde 23 de abril de 2020 a 14 de novembro de 2024. A Shueisha reuniu seus capítulos em 16 volumes tankōbon, lançados de 17 de julho de 2020 a 18 de dezembro de 2024.
Em junho de 2023, a editora Panini Mangás anunciou que lançaria o mangá no Brasil a partir de setembro do mesmo ano, no entanto, o primeiro volume só foi publicado em novembro. Em Portugal, o mangá foi licenciado pela Editora Devir, tendo o seu primeiro volume sido publicado em fevereiro de 2025.

## Volumes
| 1. "Mãe e Filhos" (母と子, Haha to Ko) 2. "Irmão e Irmã" (兄と妹, Ani to Imōto) 3. "Babá" (ベビーシッター, Bebīshittā) 4. "Como Produzir um Sorriso" (笑顔の作り方, Egao no Tsukurikata) 5. "Diretor e Atriz" (監督と女優, Kantoku to Joyū) | 1. "Atores Mirins" (子役達, Koyaku-tachi) 2. "Ter Medo de Cair Provoca ainda mais Quedas" (転ぶの恐れれば余計に転ぶ, Korobu no Osorereba Yokei ni Korobu) 3. "Ai Hoshino (Parte 1)" (星野アイ前編, Hoshino Ai Zenpen) 4. "Ai Hoshino (Parte 2)" (星野アイ後編, Hoshino Ai Kōhen) 5. "Introdução" (イントロダクション, Intorodakushon) |

| 1. "Audição" (オーディション, Ōdishon) 2. "A Terceira Opção" (三つ目の選択肢, Mittsume no Sentakushi) 3. "Procedimentos" (手続き, Tetsudzuki) 4. "Conexões" (コネクション, Konekushon) 5. "Dorama Baseado em Mangá" (漫画原作ドラマ, Manga Gensaku Dorama) | 1. "Habilidade de Atuação" (演技力, Engi-ryoku) 2. "Encenação" (演出, Enshutsu) 3. "Um Pequeno Epílogo" (小さな称賛, Chīsana Shōsan) 4. "Departamento Artístico" (芸能科, Geinō-ka) 5. "Admissão" (加入, Kanyū) |

| 1. "Reality Show Romântico" (恋愛リアリティショー, Ren'ai Riariti Shō) 2. "Idol Autoproclamada" (自称アイドル, Jishō Aidoru) 3. "Uma Marca" (爪痕, Tsumeato) 4. "Egosearch" (エゴサーチ, Egosāchi) 5. "Onda de Hate" (炎上, Enjō) | 1. "Tempestade" (嵐, Arashi) 2. "Viral" (バズ, Bazu) 3. "Construção de Personagem" (役作り, Yaku Tsukuri) 4. "Cópia Perfeita" (完コピ, Kan Kopi) 5. "Primeira Vez" (初めて, Hajimete) |

| 1. "AVCA" (今ガチ, Ima Gachi) 2. "Idade Adequada" (適正年齢, Tekisei Nenrei) 3. "Motivação" (モチベーション, Mochibēshon) 4. "Center" (センター, Sentā) 5. "Senso de Responsabilidade" (責任感, Sekinin-kan) | 1. "Noite da Véspera" (前夜, Zen'ya) 2. "Pressão" (プレッシャー, Puresshā) 3. "Fã do Grupo Inteiro" (箱推し, Hako Oshi) 4. "Um Trabalho Até que Divertido" (ちょっと楽しいお仕事, Chotto Tanoshī Oshigoto) 5. "Mau-Perdedor" (負けず嫌い, Makezugirai) |

| 1. "Apresentação de Equipe" (顔合わせ, Kaoawase) 2. "Leitura de Roteiro" (読み合わせ, Yomiawase) 3. "Heroína Derrotada" (負けヒロイン, Make Hiroin) 4. "Visita" (見学, Kengaku) 5. "Telefone sem Fio" (伝言ゲーム, Dengon Gēmu) | 1. "Estrutura de Teatro" (箱, Hako) 2. "Visita de Trabalho" (職場訪問, Shokuba Hōmon) 3. "Carnificina" (修羅場, Shuraba) 4. "Reescrita" (リライティング, Riraitingu) 5. "Atuação Emotiva" (感情演技, Kanjō Engi) |

| 1. "Ponderação" (考察, Kōsatsu) 2. "Namorado e Namorada" (カレシカノジョ, Kareshi Kanojo) 3. "Flerte" (軟派, Nanpa) 4. "Foco do Conflito" (対立軸, Tairitsu-jiku) 5. "Abrindo as Cortinas" (開幕, Kaimaku) | 1. "Começa a Batalha" (緒戦, Shosen) 2. "Incompetente" (ヘタクソ, Heta Kuso) 3. "Amadurecimento" (成長, Seichō) 4. "Admiração" (憧れ, Akogare) 5. "Sol" (太陽, Taiyō) |

| 1. "suporte" (受け, Uke) 2. "Improviso" (アドリブ, Adoribu) 3. "Atriz Prodígio" (天才役者, Tensai Yakusha) 4. "Gatilho" (トリガー, Torigā) 5. "Arrependimento" (後悔, Kōkai) | 1. "Encerramento" (閉幕, Heimaku) 2. "Happy Hour" (飲み会, Nomikai) 3. "Libertação" (開放, Kaihō) 4. "Room Tour" (ルームツアー, Rūmu Tsuā) 5. "Fogo" (火, Hi) |

| 1. "Ponte de Pedestres" (歩道橋, Hodōkyō) 2. "Livre" (自由, Jiyū) 3. "Sofisticado" (スマート, Sumāto) 4. "Takachiho" (高千穂, Takachiho) 5. "Mãe e Mãe" (母親と母親, Hahaoya to Hahaoya) | 1. "Clipe Musical" (MV, MV) 2. "Reencontro" (再会, Saikai) 3. "Proveito" (利用, Riyō) 4. "Função" (役目, Yakume) 5. "Pedido" (願い, Negai) |

| 1. "Grande Progresso" (躍進, Yakushin) 2. "Noite do B-Komachi" (B小町の夜, B-Komachi no Yoru) 3. "Obsessão" (入れ込み, Irekomi) 4. "Venda" (売り込み, Urikomi) 5. "Calculista" (打算, Dasan) | 1. "Assistente de Direção" (AD, AD) 2. "Falsidades" (空音, Sorane) 3. "Oferta" (オファー, Ofā) 4. "Cosplay" (コスプレ, Kosupure) 5. "Compliance" (コンプライアンス, Konpuraiansu) |

| 1. "Indo Fundo" (深堀り, Fukaboriri) 2. "Purificação" (禊, Misogi) 3. "Vazamento" (リーク, Rīku) 4. "Sucesso Rápido" (躍進, Yakushin) 5. "Cegueira" (盲目, Mōmoku) | 1. "Rosa Branca" (白薔薇, Shirosōbi) 2. "Juntos" (一緒に, Issho ni) 3. "Desviando o Caminho" (道を外す, Michi o hazusu) 4. "Bebida" (飲み, Nomi) 5. "Negócios" (営業, Eigyō) |

| 1. "Enrascada" (窮地, Kyūchi) 2. "Idols e Romances" (アイドルと恋愛, Aidoru to ren'ai) 3. "Escândalo" (スキャンダル, Sukyandaru) 4. "Estratégia" (対策, Taisaku) 5. "Repórter" (記者, Kisha) | 1. "Ruptura" (決裂, Ketsuretsu) 2. "Amigos" (友達, Tomodachi) 3. "Plano" (計画, Keikaku) 4. "Noite" (夜, Yoru) 5. "Assim Começou" (それが始まり, Sore ga hajimari) |

| 1. "Adoração ao Dinheiro e Paixão" (拝金と情熱, Haikin to jōnetsu) 2. "Para o Futuro" (未来に向けて, Mirai ni mukete) 3. "Filme Comercial" (商業作品, Shōgyō sakuhin) 4. "Audição Interpessoal" (個人間オーディション, Kojin-kan ōdishon) 5. "Papel" (役, Yaku) | 1. "Responsabilidade" (責任, Sekinin) 2. "Panda" (パンダ, Panda) 3. "Começo" (始動, Shidō) 4. "Mãe Biológica" (実母, Jitsubo) 5. "Falta de Talento" (実力不足, Jitsuryokufusoku) |

| 1. "Sarina Tendouji" (天童寺さりな, Tendōji Sarina) 2. "Doutor" (せんせ, Sense) 3. "Péssima Jogada" (悪手, Akushu) 4. "Virada" (反転, Hanten) 5. "Ilusão" (眩, Mabayu) 6. "Gerenciamento" (マネジメント, Manejimento) | 1. "Procura-se uma Garota" (ガールスカウト, Gārusukauto) 2. "Leitura de Mesa" (本読み, Hon Yomi) 3. "Peças" (ピース, Pīsu) 4. "Táticas Básicas" (基本戦術, Kihon Senjutsu) - Interlúdio volume 1–4 |

| 1. "Expiação" (贖罪, Shokuzai) 2. "Nino" (ニノ) 3. "Atuação" (芝居, Shibai) 4. "Profundezas" (奥底, Okusoko) 5. "Ao Seu Lado" (傍, Hata) 6. "Briga" (喧嘩, Kenka) | 1. "Ícone" (偶像, Gūzō) 2. "Dando o Troco" (清算, Seisan) 3. "Discriminação Estética" (ルッキズム, Rukkizumu) 4. "Está Certo?" (正しいですか?, Tadashīdesu Ka?) 5. "Ciclo" (連鎖, Rensa) |